# Konkouderi
Le Konkouderi ou Konkoudera (en russe : Конкудери - Конкудера) est une rivière de Russie qui coule en Sibérie orientale. Il traverse la république autonome de Bouriatie et l'oblast d'Irkoutsk. C'est un affluent de la rivière Mama en rive droite, donc un sous-affluent de la Léna par la Mama puis par le Vitim.

## Géographie
Le Konkouderi a une longueur de 180 kilomètres. Son bassin versant a une superficie de 4 920 km2 (surface de taille comparable à celle des départements français de la Loire ou du Bas-Rhin, ou encore de taille un peu inférieure à celle du canton suisse du Valais). Son débit moyen à l'embouchure est de 110 m3/s. 
Le Konkouderi naît sur le versant nord des monts Stanovoï, au nord de la république autonome de Bouriatie. Dès sa naissance la rivière coule en direction du nord et franchit bientôt la limite de l'oblast d'Irkoutsk. Elle se fraie un chemin dans une région de moyenne montagne située au sud-est du plateau de la Léna. Après un parcours de 180 kilomètres vers le nord, le Konkouderi se jette en rive droite dans la rivière Mama au niveau de la petite localité de Konkou.
Le Konkouderi est généralement pris par les glaces en octobre. Il reste gelé jusqu'au mois de mai.

## Hydrométrie - Les débits mensuels à Konkou
Le Konkouderi est un cours d'eau puissant et très abondant. Son débit a été observé pendant 36 ans (de 1955 à 1990) à Konkou, localité située au niveau de sa confluence avec la Mama, à 312 mètres d'altitude. 
Le débit inter annuel moyen ou module observé à Konkou sur cette période était de 110 m3/s pour une surface de drainage de 4 920 km2, soit la totalité du bassin versant de la rivière. La lame d'eau écoulée dans ce bassin versant se monte ainsi à 703 millimètres par an, ce qui doit être considéré comme très élevé dans le contexte du bassin de la Léna. 
Rivière alimentée en partie par les pluies d'été, en partie par la fonte des neiges, le Konkouderi est un cours d'eau de régime nivo-pluvial qui présente deux saisons. 
Les hautes eaux se déroulent de la fin du printemps au début de l'automne, du mois de juin au mois de septembre inclus, avec un sommet très net en juin qui correspond au dégel et à la fonte des neiges. Le bassin bénéficie de bonnes précipitations en toutes saisons, particulièrement sur les hauts sommets des monts Stanovoï dans la partie supérieure ou sud de son bassin. Elles tombent sous forme de pluie en été, ce qui explique que le débit de juillet à septembre soit abondant. En octobre, le débit de la rivière baisse fortement, ce qui mène à la période des basses eaux, liée aux très basses températures de l'hiver est-sibérien. Cette saison de basses eaux, d'une durée de six à sept mois, a lieu d'octobre à début mai et correspond aux importantes gelées qui s'abattent sur toute la région. 
Le débit moyen mensuel observé en mars (minimum d'étiage) est de 8,81 m3/s, soit plus ou moins 2 % du débit moyen du mois de juin (437 m3/s), ce qui souligne l'amplitude extrêmement élevée des variations saisonnières. Sur la durée d'observation de 36 ans, le débit mensuel minimal a été de 3,85 m3/s en février 1985, tandis que le débit mensuel maximal s'élevait à 667 m3/s en juin 1962. 
En ce qui concerne la période estivale, libre de glaces (de juin à septembre inclus), le débit mensuel minimum observé a été de 79,4 m3/s en septembre 1968 - année de sécheresse dans la région -, niveau restant encore tout à fait abondant.